# Dietrich von Oppen
Dietrich von Oppen (* 22. November 1912 in Eberswalde bei Berlin; † 27. Januar 2006 in Marburg) war ein deutscher Theologe und Sozialethiker.

## Herkunft
Seine Eltern waren der preußische Major Konrad von Oppen (1875–1914) und dessen Ehefrau Helene (Hella), geborene von Ruville (1879–1966). Der preußische Generalleutnant Karl von Oppen war sein Großvater.

## Leben
Von Oppen studierte 1933 bis 1939 zunächst Theologie, dann Geschichte und Soziologie in Berlin und Königsberg. 1933 wurde er zunächst studentisches Mitglied der SS und arbeitete dann von 1935 bis 1937 im Landdienst der Deutschen Studentenschaft mit. Am 20. Juli 1937 beantragte er die Aufnahme in die NSDAP und wurde rückwirkend zum 1. Mai desselben Jahres aufgenommen (4.511.099). Zwischen Kriegsdienst und einer langjährigen Erkrankung schloss er 1942 sein Studium mit einer in Innsbruck als Gast bei dem Historiker Theodor Schieder verfassten Dissertation über den demografischen Wandel in Westpreußen unter dem Titel Die Umvolkung in Westpreußen von der Reichsgründung bis zum Weltkriege und der Promotion ab.
Nach 1945 nutzte Dietrich von Oppen – wie viele andere Wissenschaftler – die im NS-Staat „erworbene kartographische und soziographische Kompetenz und arbeitete zunächst an einer 'Kreisbeschreibung beim Landesplanungsamt Hannover'.“ 1950 geht von Oppen als Assistent an die Sozialforschungsstelle an der Universität Münster in Dortmund, wo er nach eigener Aussage soziologische Erhebungen im Ruhrgebiet durchführt. Ab 1954 wirkte von Oppen an der Hamburger Akademie für Gemeinwirtschaft, wo er sich 1957 bei Helmut Schelsky über die deutschen Konsumgenossenschaften habilitierte. Parallel dazu entfaltete er eine umfangreiche öffentliche Vortragstätigkeit, u. a. in evangelischen Akademien und auf Kirchentagen. Daraus entstand sein einflussreichstes Buch, „Das personale Zeitalter“, in dem er eine Ethik personaler Verantwortung auf der Grundlage des christlichen Glaubens entwickelte.
Von 1960 bis 1980 lehrte Dietrich von Oppen das Fach Sozialethik an der Theologischen Fakultät der Philipps-Universität Marburg. In dieser Zeit entstanden neben seinen und durch seine Lehrveranstaltungen zahlreiche weitere Vorträge und Publikationen über die Herausforderungen der Epochenumbrüche der Moderne für ein verantwortliches, mitmenschliches Handeln in der heutigen Welt. Diese Herausforderungen untersuchte er für eine breite Palette von Themen, die etwa von der Diakonie und Entwicklungshilfe bis hin zu den Bedrohungen für Umwelt und Frieden reichten. Auf der Suche nach Wegen in die Zukunft verfolgte er das Konzept des partnerschaftlichen Dialogs. Wichtige Grundlagen dafür boten ihm das Neue Testament, aber auch Denker wie Martin Buber. Dialogische Konzepte suchte er auch in seiner eigenen Praxis umzusetzen. In der Zeit nach 1968 führte er gemeinsam mit Studierenden „Reformseminare“ durch. Er war zeitweise Mitglied des Direktoriums der Philipps-Universität. Von 1973 bis 1976 war er auch als Ephorus für die Hessische Stipendiatenanstalt tätig. 1992 wurde ihm in Sibiu (Hermannstadt) die Ehrendoktorwürde des Theologischen Instituts der Universität Cluj-Napoca (Klausenburg) verliehen.
1985 veröffentlichte er gemeinsam mit den Familienverband die Chronik Lebensskizzen aus der Familie von Oppen vornehmlich im 20. Jahrhundert, ein zeitgeschichtliches Lesebuch. Er selbst beschreibt sich dort als seit frühester Zeit genealogisch interessiert.
Dietrich von Oppen gehörte 1992 zu den Unterzeichnern einer Solidaritätsadresse für den umstrittenen Kinder- und Jugendpsychiater Hermann Stutte. Mitte der 1990er Jahre wurde von Oppens Dissertation in Marburg Gegenstand einer öffentlichen Debatte. Ein ehemaliger Hörer (Klaus Ahlheim) machte darin enthaltene nationalsozialismuskonforme und antisemitische Formulierungen bekannt, wie z. B.: „Aus den Ostprovinzen verjudet das Reich!“ oder „Alle wirkliche Kultur wurde den Polen im Laufe ihrer Geschichte durch die Deutschen vermittelt“. Von Oppen wurde das Verschweigen seiner Vergangenheit vorgeworfen und dies als Beispiel des vorherrschenden Vergangenheitsvergessens und -verschweigens in der Nachkriegsära der Bundesrepublik Deutschland dargestellt. Für von Oppen erhoben sich andere Stimmen, die betonten, dass er sich in seiner Lehre und mit seiner Person unmissverständlich für den Aufbau einer demokratischen Gesellschaft auf der Grundlage der neuzeitlichen Freiheitsgeschichte und der auch christlich begründeten Menschenwürde eingesetzt habe.

## Veröffentlichungen (Auswahl)
- Lebensskizzen aus der Familie von Oppen vornehmlich im 20. Jahrhundert. Ein zeitgeschichtliches Lesebuch.'', Hrsg.: Verband der Familie von Oppen, Druck Karl Schillinger Freiburg i. Br., Selbstverlag, Bad Homburg, 1985, S. 192 f.    DNB 860582469
- Das personale Zeitalter. Formen und Grundlagen gesellschaftlichen Lebens im 20. Jahrhundert. (Handbücherei des Christen in der Welt, 7) Stuttgart/Gelnhausen: Burckhardhaus und Kreuz Verlag, 1960, OCLC 976633298
- Die Umvolkung in Westpreußen von der Reichsgründung bis zum Weltkriege. Unveröffentlichte Dissertation, Innsbruck 1942 permalink.obvsg.at (veröffentlicht 1955 in überarbeiteter Form u.d.T. „Deutsche, Polen und Kaschuben in Westpreußen 1871-1914“ in: Jahrbuch für die Geschichte Mittel- und Ostdeutschlands, Jg. 4, S. 157–223. ISSN 0075-2614)